# Campionati europei di atletica leggera 1946 - 10000 metri piani
I 10000 metri piani maschili ai campionati europei di atletica leggera 1946 si sono svolti il 22 agosto 1946.

## Podio
| Oro     | Viljo Heino Finlandia   |
| Argento | Helge Perälä Finlandia  |
| Bronzo  | András Csaplár Ungheria |

### Risultati
| Pos.    | Nome                | Nazionalità      | Tempo   | Note                  |
| ------- | ------------------- | ---------------- | ------- | --------------------- |
| Oro     | Viljo Heino         | Finlandia        | 29'52"0 | Record dei campionati |
| Argento | Helge Perälä        | Finlandia        | 30'31"4 |                       |
| Bronzo  | András Csaplár      | Ungheria         | 30'35"2 |                       |
| 4       | Sven Rapp           | Svezia           | 30'49"2 |                       |
| 5       | Feodosiy Vanin      | Unione Sovietica | 30'56"2 |                       |
| 6       | Charles Heirendt    | Lussemburgo      | 31'08"2 |                       |
| 7       | Thorvald Wilhelmsen | Norvegia         | 31'20"8 |                       |
| 8       | Martin Stokken      | Norvegia         | 32'56"0 |                       |
|         | Thore Tillman       | Svezia           | dnf     |                       |
|         | Giuseppe Beviacqua  | Italia           | dnf     |                       |